# Бублевич, Мариан

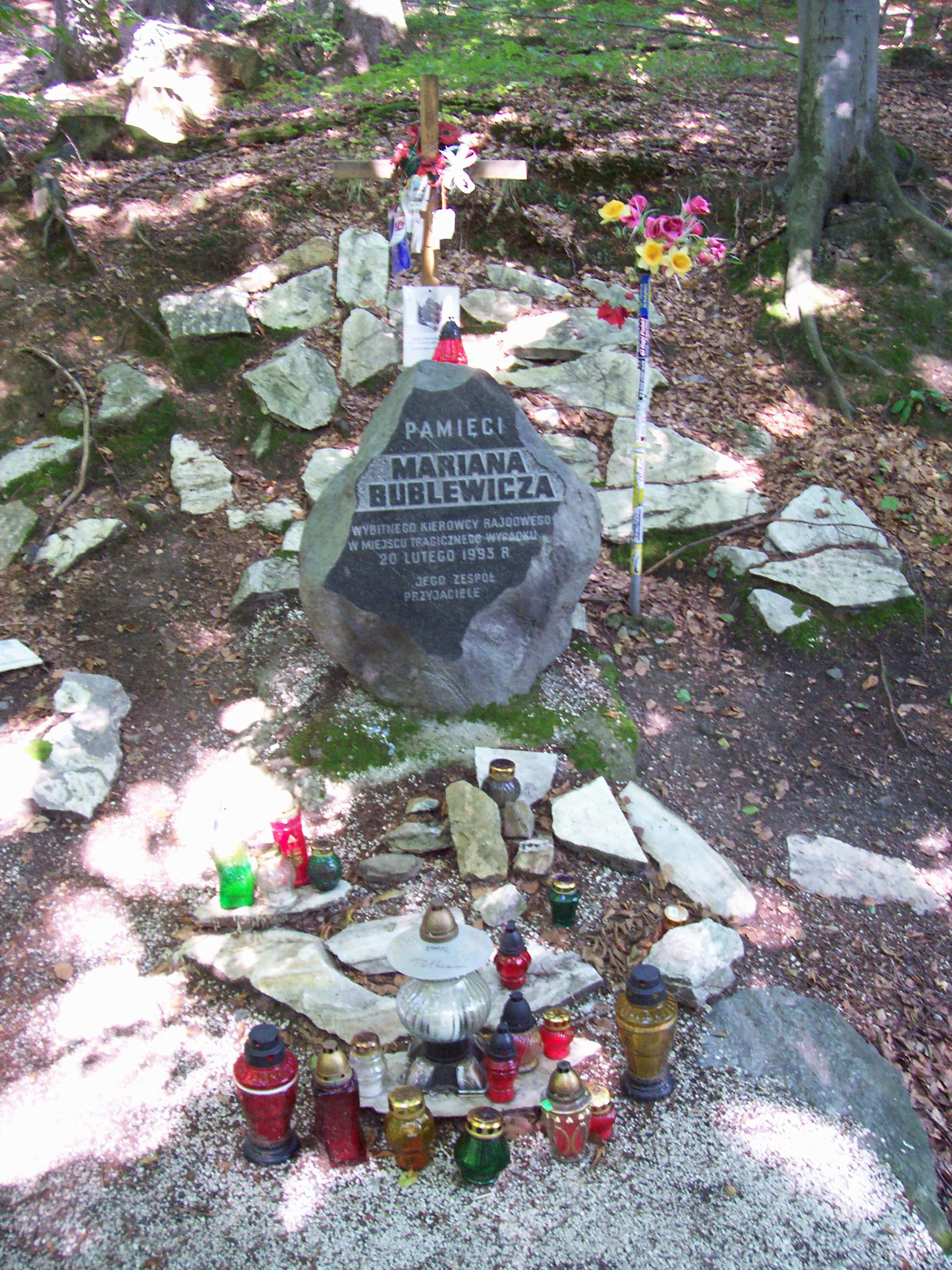
Памятный камень на месте смерти

Мариан Гжегож Бублевич (пол. Marian Grzegorz Bublewicz; 25 августа 1950, Ольштын — 20 февраля 1993, Лёндек-Здруй) — один из сильнейших польских раллистов за всю историю.
Вице-чемпион Европы по ралли 1992 года. Рекордные семь раз становился раллийным чемпионом Польши в абсолютном зачете (в 1975, 1983, 1987 и 1989-1992 годах).